# Mathieu Neven

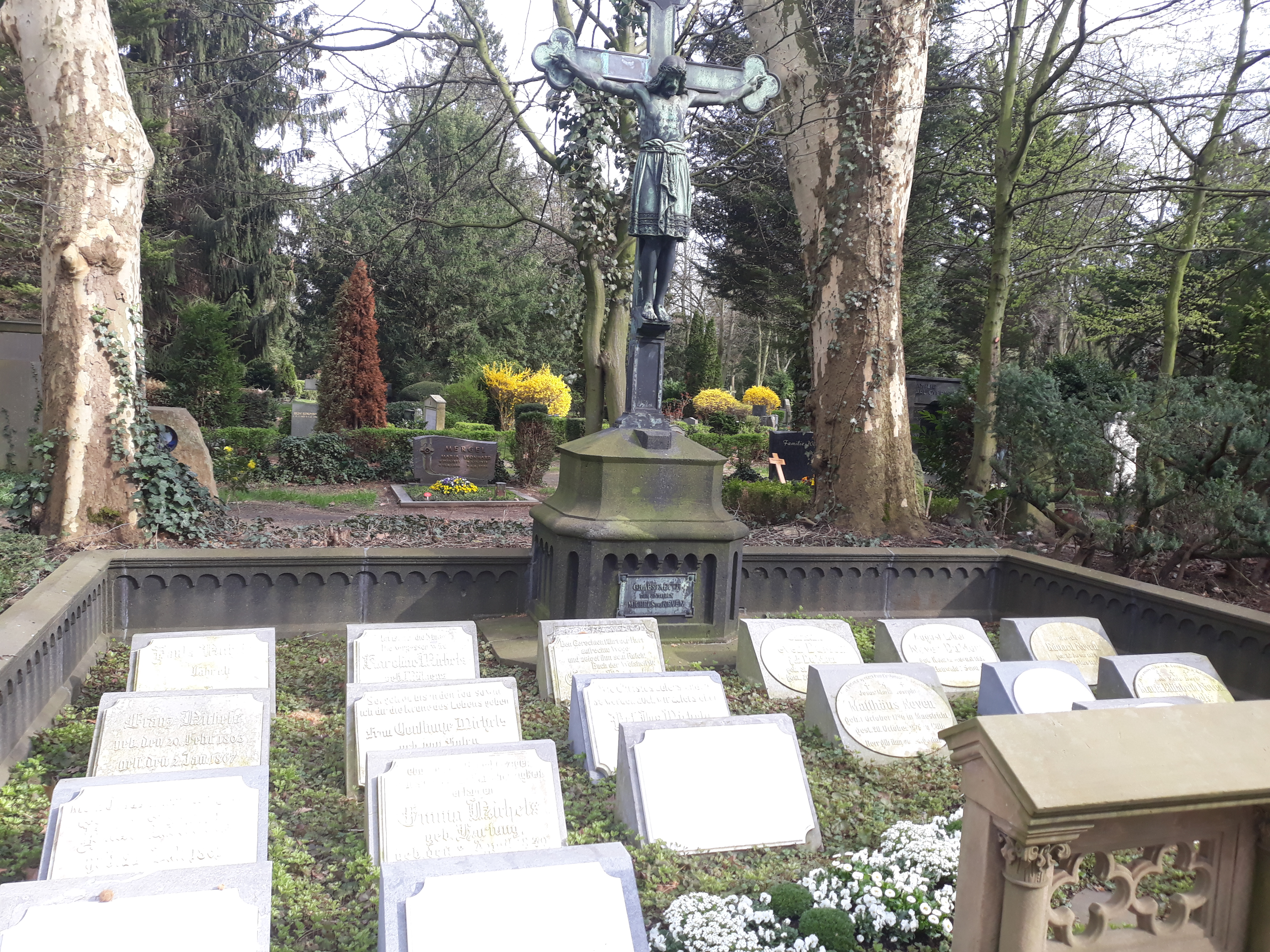
Das Grab von Mathieu Neven (Mitte rechts) und seiner Ehefrau Maria Elisabeth Michels im Familiengrab Neven-Michels auf dem Friedhof Melaten in Köln.

Mathieu (auch: Matthäus) Neven (* 1. Oktober 1796 in Maastricht; † 20. Oktober 1878 in Köln) war ein niederländisch-deutscher Unternehmer.

## Leben
Neven gilt als Begründer der Unternehmerfamilie Neven DuMont. Er wanderte in den 1820er Jahren nach Köln aus, wo er eine Handlung für Farbwaren und Bergwerksprodukte gründete. In den 1840er Jahren errichtete er zusätzlich eine Bleiweiß- sowie zehn Jahre später eine Metallkittfabrik.
Neven war Mitunterzeichner des Aufrufs für das Bürgerfest auf dem Neumarkt anlässlich des Königsbesuchs 1842.
Er heiratete Maria Elisabeth Michels (1806–1868), eine Schwester von Peter Michels (1801–1870), der damals den größten Tuch- und Wollhandel in Köln betrieb.  Ihr Sohn war der Verleger August Libert Neven DuMont.
Neven starb 1878 wenige Tage nach seinem 82. Geburtstag. Die Familiengrabstätte befindet sich auf dem Kölner Melaten-Friedhof.